# Луга
Лу́га — город (с 1777 года) в России на одноимённой реке; административный центр Лужского городского поселения и Лужского муниципального района Ленинградской области, город воинской славы России (с мая 2008 года).

## Этимология
Город получил своё название по реке Луга. Гидроним же имеет финно-угорское происхождение и восходит к эст. laugas — «лужа, болото, яма, углубление», либо к фин. laukea, эст. lauk, laug — «отмель».

## История
Впервые сельцо Луское упоминается в писцовых книгах, в XVI столетии, в Шелонской пятине.
Луга была преобразована в город из Лужского посада в 1777 году, во время правления Екатерины II. В 1781 году он стал уездным городом Лужского уезда.
В начале XIX века здесь на почтовой станции неоднократно бывал Александр Пушкин.
В 1852—1857 годах через реку Лугу у станции Преображенская (ныне Толмачёво) был возведён металлический мост на каменных опорах.

ЛУГА — город уездный при реке Луга, от Санкт-Петербурга — 132 версты, от Москвы — 736 вёрст, число домов — 167, число жителей: 520 м п., 550 ж. п.;
Церковь православная одна. Уездное училище с приходским классом. Больница одна. Ярмарка одна. Станции: почтовая, Варшавской железной дороги и телеграфная. Завод кожевенный. (1862 год)

… С некоторых пор в ней самой и её окрестностях стали строиться дачи. Там много соснового леса; есть река, местность холмистая, песчаная; песку в Луге слишком много. В ветер приходится дышать песчаною пылью. <…> В Луге есть вокзал, на всей линии лучший, два храма. Новый, едва оконченный, очень красивый храм. Кругом храмов разводят сады и аллеи. <…>
Около Череменецкого монастыря не мало разбросано богатых мыз. Сам Череменецкий монастырь занимает прекрасное место на одном из высоких островков Череменецкого озера.
— Симанский В. К. Куда ехать на дачу. Петербургские дачные местности в отношении их здоровости. Вып. II. СПб., 1892. С. 93—94

В летнее время в Лугу и её ближайшие окрестности съезжается значительное число дачников, благодаря относительной сухости здешнего климата и обилию хвойных лесов. Город сильно разрастается. Лучшие улицы в городе — Покровская, Новгородская и Успенская.
В городе три каменных собора — во имя «Воскресения Христова», «Великомученицы Екатерины» и «Казанской иконы Божией Матери»…
Кроме православных храмов в городе Луге имеются католический храм Святого Николая и лютеранская церковь.
— Памятная книжка С.-Петербургской губернии. СПб., 1905. С. 143
Основанная в 1909 году политическая, общественная и литературная газета «Лужский листок» выходила дважды в неделю — по вторникам и субботам. Её розничная цена составляла три копейки за штуку, подписка на год без доставки — по городу 2 рубля 50 коп., по России — 3 рубля 30 коп.
17 мая 1914 года впервые в истории авиации был совершён ночной перелёт на дирижабле «Ястреб» из Гатчины в Лугу и обратно.
В окрестностях Луги находилась «Лужская светёлка» — дача, подаренная наследнику престола.
В 1927 году город стал административным центром Лужского района и Лужского округа (упразднён в 1930 году) в составе Ленинградской области.
В сентябре 1939 года город преобразован в самостоятельную административно-хозяйственную единицу с непосредственным подчинением его городского Совета Ленинградскому областному Совету.

### Лужский оборонительный рубеж
В 1941 году Луга была местом ожесточённых боёв на подступах к Ленинграду. Наткнувшись на возрастающее сопротивление советских войск на Лужском оборонительном рубеже, немецкое командование 19 июля было вынуждено приостановить наступление на Ленинград до подхода главных сил группы армий «Север». Лужский оборонительный рубеж на 45 дней остановил немецкое наступление на Ленинград, что позволило советским войскам создать более прочную оборону на дальних и ближних подступах к городу. Город был занят немецко-фашистскими войсками 24 августа 1941 года. 902 дня Луга была оккупирована фашистами.
В годы Великой Отечественной войны 5000 лужан были награждены орденами и медалями СССР, 24 удостоены звания Герой Советского Союза".
Герои Советского Союза
- Антонина Петрова — партизанка, уроженка деревни Стрешево Лужского района[9].

Луга освобождена советскими войсками 67-й армии Ленинградского фронта и 59-й армии Волховского фронта 12 февраля 1944 года. За отличие при освобождении Луги 8 частей и соединений получили почётное наименование «Лужские» (в том числе 123-я стрелковая дивизия и 690-й истребительно-противотанковый артиллерийский полк).

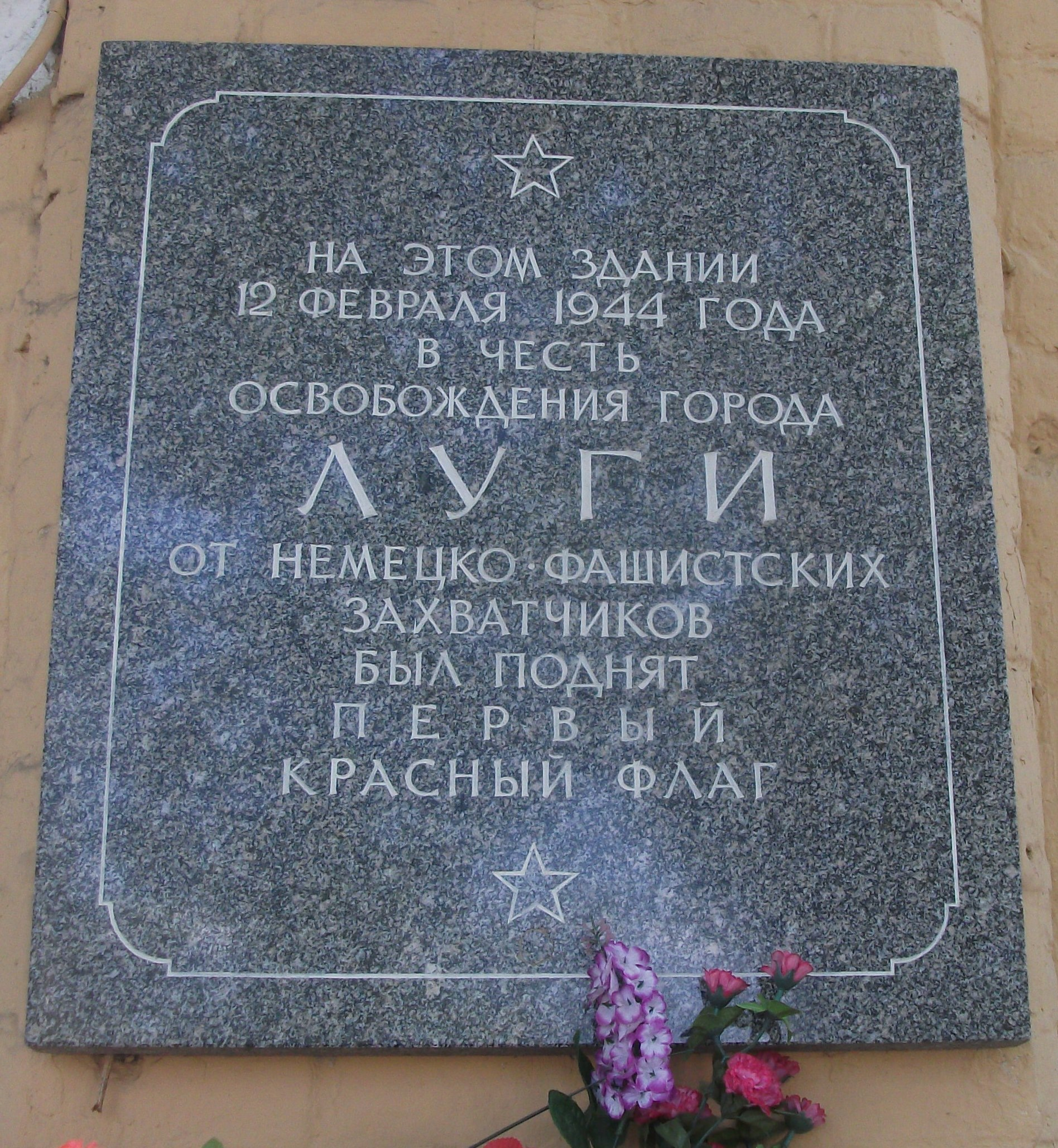
Мемориальная доска в честь освобождения Луги

Указом Президиума Верховного Совета СССР от 2 августа 1977 года за мужество и героизм проявленные трудящимися города в годы Великой Отечественной войны, за большие успехи в хозяйственной деятельности и культурном строительстве и в связи с 200-летием со дня основания город Луга награждён «Орденом Отечественной войны» I степени. 5 мая 2008 года Указом Президента Российской Федерации Луге присвоено почётное звание Российской Федерации «Город воинской славы».

### Послевоенные годы
В октябре 1959 года Лужские городской и районный Советы депутатов трудящихся были объединены в городской Совет, которому были переданы функции управления районом. 1 февраля 1963 года городской Совет депутатов трудящихся города был передан в подчинение областному (промышленному) Совету депутатов трудящихся. В 1965 году Лужские городской и районный Советы были объединены на базе городского Совета с возложением на него функций управления районом.
1 января 2006 года образовано муниципальное образование «Лужское городское поселение», Луга стала его административным центром.

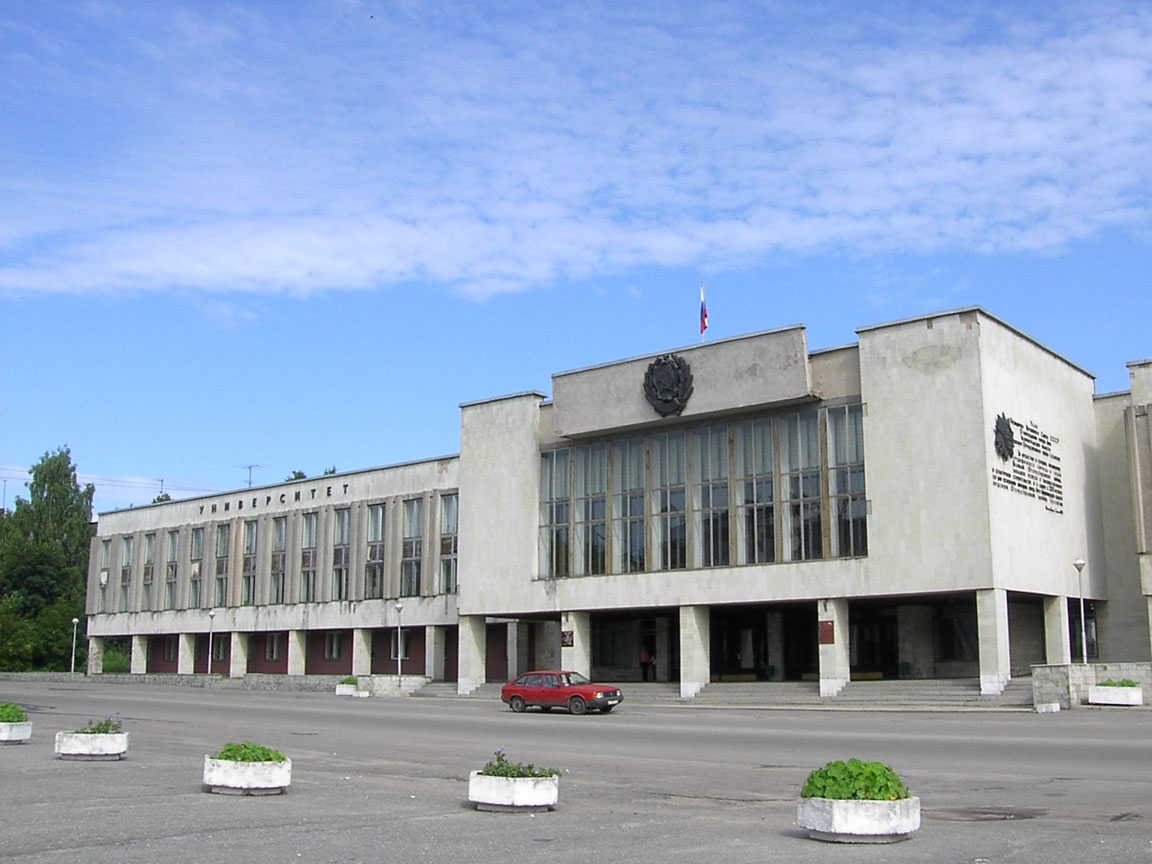
Здание администрации города
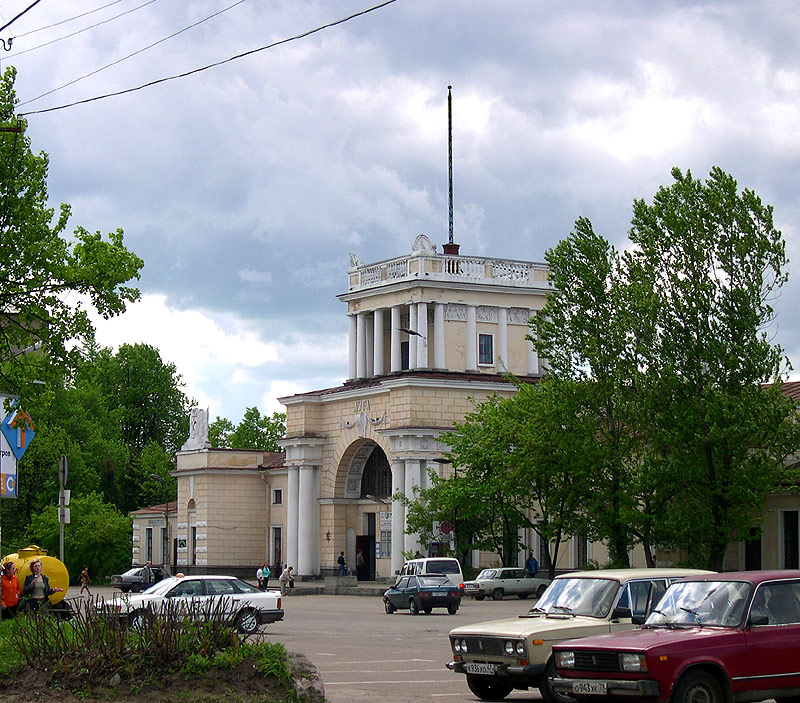
Привокзальная площадь и здание вокзала в Луге
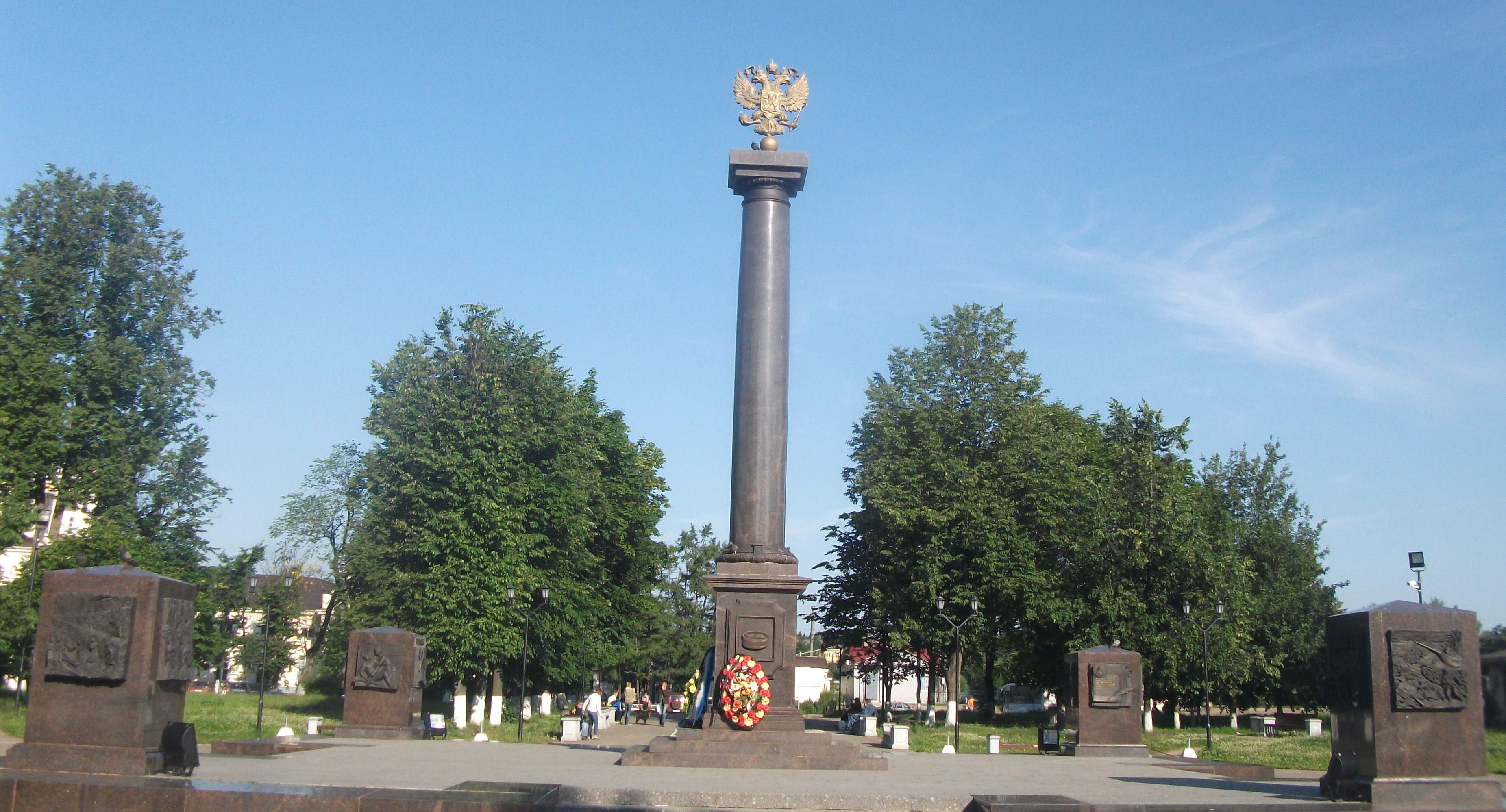
Стела в честь присвоения звания «Город воинской славы»

## География
Самый южный из всех городов Ленобласти. Находится на реке Луга в 147 км к югу от Санкт-Петербурга, примерно посередине между Санкт-Петербургом и Псковом. Железнодорожные станции Луга I и Луга II на линиях Санкт-Петербург — Псков и Луга — Великий Новгород. Электропоезда из Санкт-Петербурга до Луги следуют с Балтийского вокзала.
На северо-западной окраине города на реке Обла находится озеро Омчино.
| Расстояние от Луги до некоторых крупных городов (по автодорогам) | Расстояние от Луги до некоторых крупных городов (по автодорогам) | Расстояние от Луги до некоторых крупных городов (по автодорогам) | Расстояние от Луги до некоторых крупных городов (по автодорогам) |
| ---------------------------------------------------------------- | ---------------------------------------------------------------- | ---------------------------------------------------------------- | ---------------------------------------------------------------- |
| Хельсинки ~ 522 км Выборг ~ 279 км                               | Хельсинки ~ 522 км Выборг ~ 279 км                               | Приозерск ~ 308 км Санкт-Петербург ~ 168 км                      | Архангельск ~ 1274 км Петрозаводск ~ 548 км                      |
| Тарту ~ 314 км                                                   | Тарту ~ 314 км                                                   | Роза ветров                                                      | Вологда ~ 684 км Рыбинск ~ 635 км                                |
| Псков ~ 146 км Рига ~ 424 км                                     | Псков ~ 146 км Рига ~ 424 км                                     | Великие Луки ~ 332 км Витебск ~ 480 км                           | Великий Новгород ~ 95 км Тверь ~ 454 км                          |

### Климат
Климат Луги немного более континентальный, чем в среднем по области: здесь меньше осадков, а главное — больше часов солнечного сияния, на 20-40 ясных дней в году больше. Поступление солнечного тепла на протяжении года неравномерное, что обусловлено большими изменениями высоты стояния солнца над горизонтом и продолжительности дня. Минимум температуры −39 °C, максимум +39 °C.

## Население
| 1825    | 1833    | 1840    | 1847    | 1856    | 1862    | 1863    | 1867    | 1870    | 1885    | 1897    | 1913    |
| ------- | ------- | ------- | ------- | ------- | ------- | ------- | ------- | ------- | ------- | ------- | ------- |
| 2210    | ↘950    | ↘808    | ↗833    | ↗1398   | ↘1070   | ↗1737   | ↘1497   | ↗1541   | ↗1834   | ↗5617   | ↗10 800 |
| 1920    | 1923    | 1926    | 1931    | 1932    | 1933    | 1935    | 1937    | 1939    | 1945    | 1949    | 1959    |
| ↗10 978 | ↗11 469 | ↗14 698 | ↘14 200 | ↗24 000 | ↗26 700 | ↘22 700 | ↗23 243 | ↗28 010 | ↘9657   | ↗16 211 | ↗25 540 |
| 1967    | 1970    | 1979    | 1989    | 1992    | 1996    | 1997    | 1998    | 2000    | 2001    | 2002    | 2003    |
| ↗29 000 | ↗31 905 | ↗37 680 | ↗41 769 | ↗41 800 | ↘41 500 | ↘41 300 | ↘41 000 | ↘40 500 | ↘40 200 | ↗40 434 | ↘40 400 |
| 2005    | 2006    | 2007    | 2008    | 2009    | 2010    | 2011    | 2012    | 2013    | 2014    | 2015    | 2016    |
| ↘39 800 | ↘39 100 | →39 100 | ↘38 900 | ↘38 557 | ↗38 593 | ↗38 600 | ↘37 777 | ↘37 332 | ↘36 774 | ↘36 496 | ↘36 148 |
| 2017    | 2018    | 2019    | 2020    | 2021    | 2023    | 2024    | 2025    |         |         |         |         |
| ↘35 785 | ↘35 262 | ↘35 000 | ↘34 619 | ↗38 407 | ↘37 536 | ↘37 015 | ↘36 454 |         |         |         |         |

Изменение численности населения за период с 1825 по 2020 год (тыс. чел.).
На 1 января 2025 года по численности населения город находился на 412-м месте из 1124 городов Российской Федерации.

## Экономика

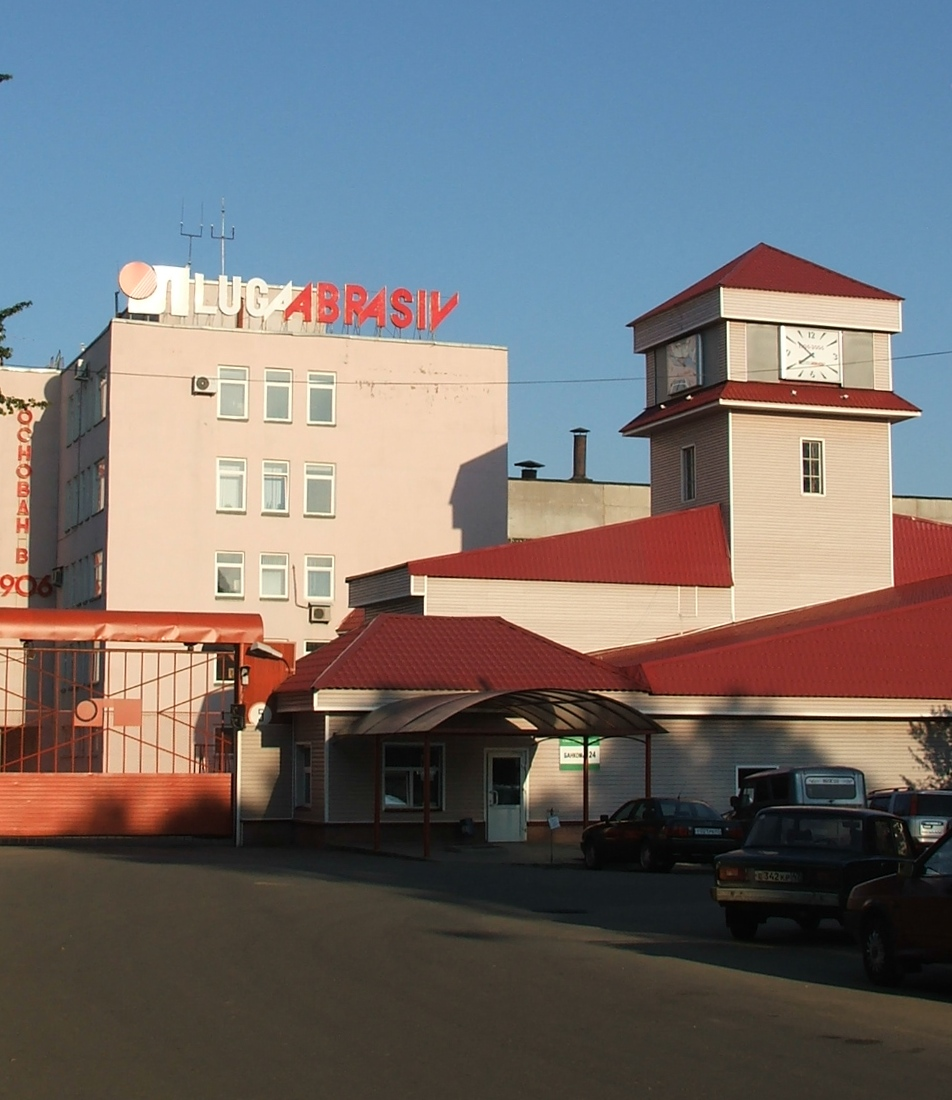
Абразивный завод в Луге

Оборот крупных и средних предприятий и организаций Лужского муниципального района за 2020 год составил 29,5 млрд рублей. Наибольший удельный вес занимают предприятия обрабатывающих производств, объем которых составляет 12 млрд рублей или 40,9 % от общего объема оборота.
Объем отгруженных товаров собственного производства крупных и средних организаций района составил 17,9 млр. рублей. 70,8 % в отгрузке товаров собственного производства приходится на предприятия промышленности.

### Промышленность
Ведущая роль в экономике Лужского городского поселения принадлежит промышленному комплексу. Наибольший удельный вес в промышленном комплексе Лужского района занимают предприятия обрабатывающих производств.
Обрабатывающие производства представлены предприятиями пищевой и перерабатывающей промышленности («Лужский молочный комбинат», «Лужский завод Белкозин»), химической промышленности («Химик»), производства прочих неметаллических минеральных продуктов (ОАО «Лужский абразивный завод» — единственный завод в России производитель тиглей. Абразивный инструмент (отрезные и шлифовальные круги)), производства электрического оборудования (ООО "Лужское предприятие «Бриз»;), производства резиновых и пластмассовых изделий («Форесия Интериор Луга»).

### Потребительский рынок

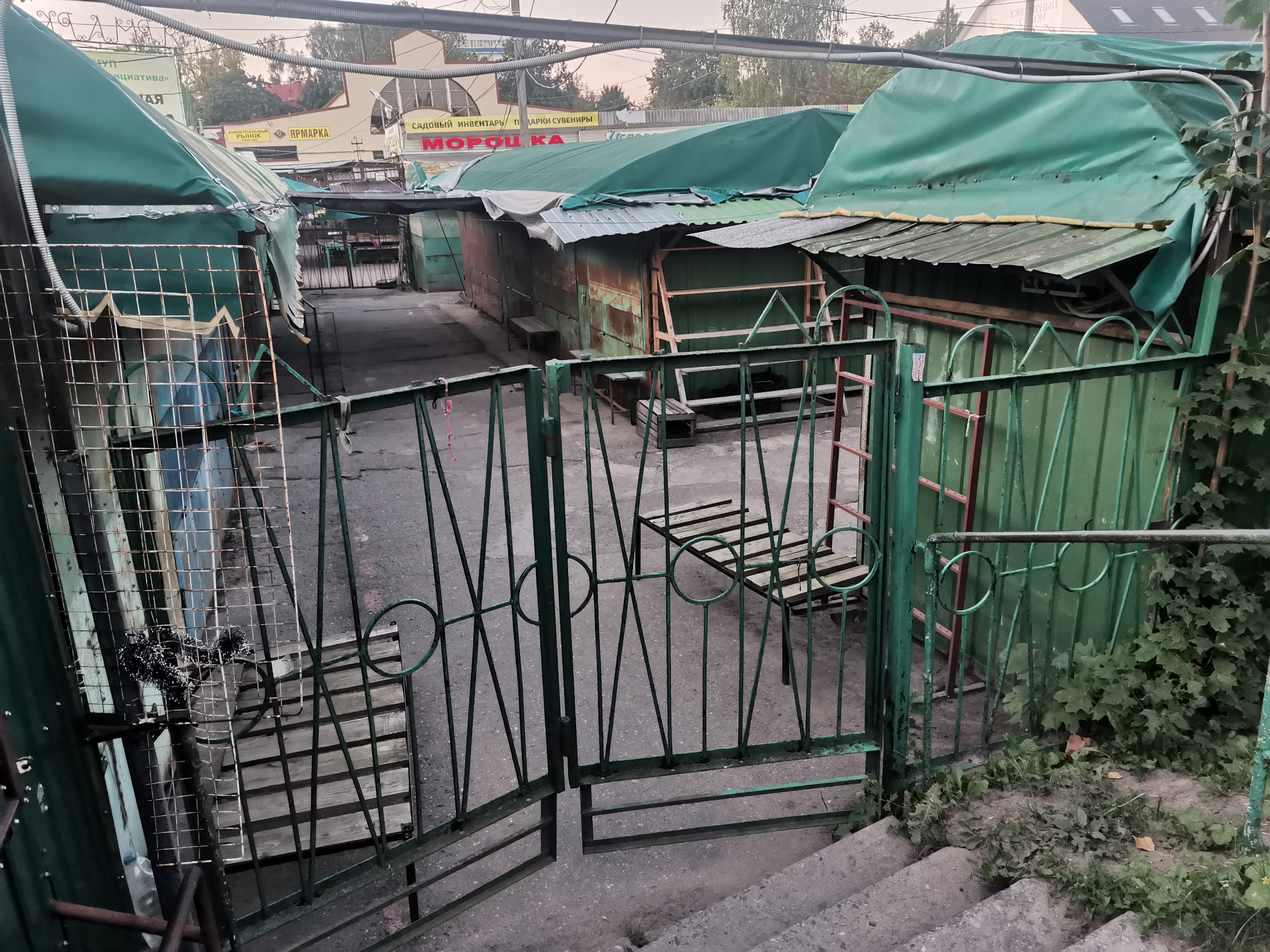
Лужский рынок

Оборот розничной торговли крупных и средних предприятий в городе находится на уровн 7,6 млрд рублей (2020).
Розничная торговля в городе представлена федеральными торговыми сетями «Пятёрочка», «Дикси», «Магнит», «Fix Price», «Лента», «DNS», «Красное&Белое» «Петрович», «Вимос», «Улыбка радуги», «Буквоед», магазинами торговой сети «Ермолино», а также многочисленными магазинами лужских предпринимателей.
Банковский сектор представлен отделениями банков: «Сбербанк России», «Россельхозбанк», «Почта Банк», «Совкомбанк».Страховые услуги предоставляют компании: «РЕСО-Мед», «РЕСО-Гарантия», «Согаз-Мед», «Согласие», «Содействие плюс», «Альфастрахование» и другие.

### Труд и занятость
За 6 месяцев 2020 года (за 9 месяцев 2020 года сведения отсутствуют) среднемесячная заработная плата одного работника по крупным и средним предприятиям, осуществляющим деятельность на территории Лужского городского поселения, составила 42493 руб., что на 4,8 % больше соответствующего периода прошлого года.
За 6 месяцев 2020 года (за 9 месяцев сведения отсутствуют) численность работников крупных и средних предприятий Лужского городского поселения составила 7984 чел., что на 6,3 % больше аналогичного периода прошлого года.
По сведениям ГКУ ЦЗН ЛО на 1 октября 2019 года на учёте состояло 120 безработных граждан. Уровень безработицы составил 0,58 %.С начала года на учёт поставлено 749 безработных граждан.

## Достопримечательности

### Храм святой великомученицы Екатерины
Собор построен в честь святой Екатерины, один из первых, воздвигнутых в городе Луга (1786 год). Построен на деньги (6 тысяч рублей), выделенные Екатериной II указом от 10 сентября 1779 года. Архитектура схожа с протестантской церковью. В начале XX века администрация города решила расширить храм с помощью пристроек. Утверждённый проект не был осуществлён из-за революции. В 1930-е годы церковь была закрыта. В дальнейшем помещения использовались под детский кинотеатр «Родина». Во второй половине 1993 года церковь была освящена и передана епархии.

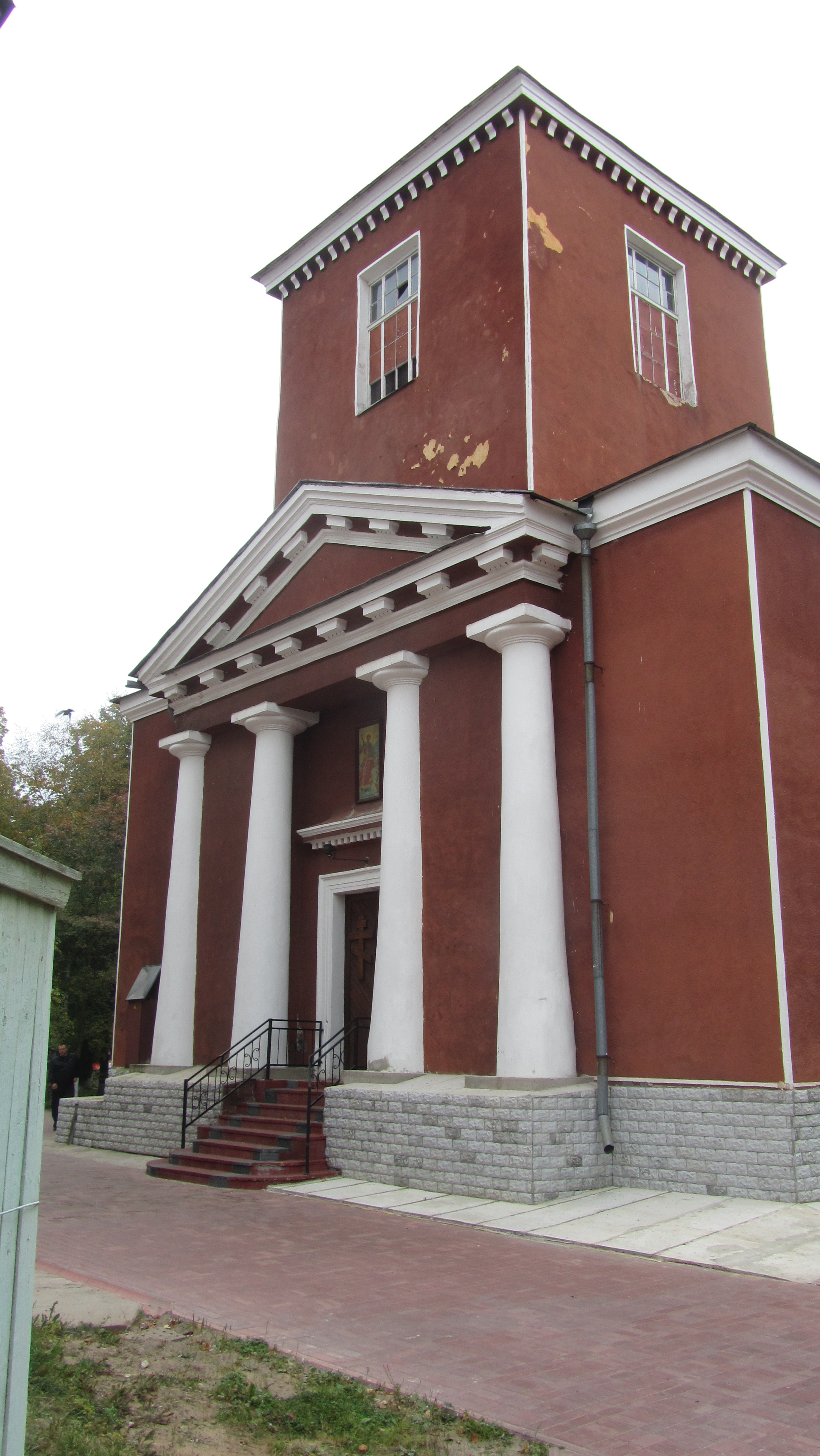
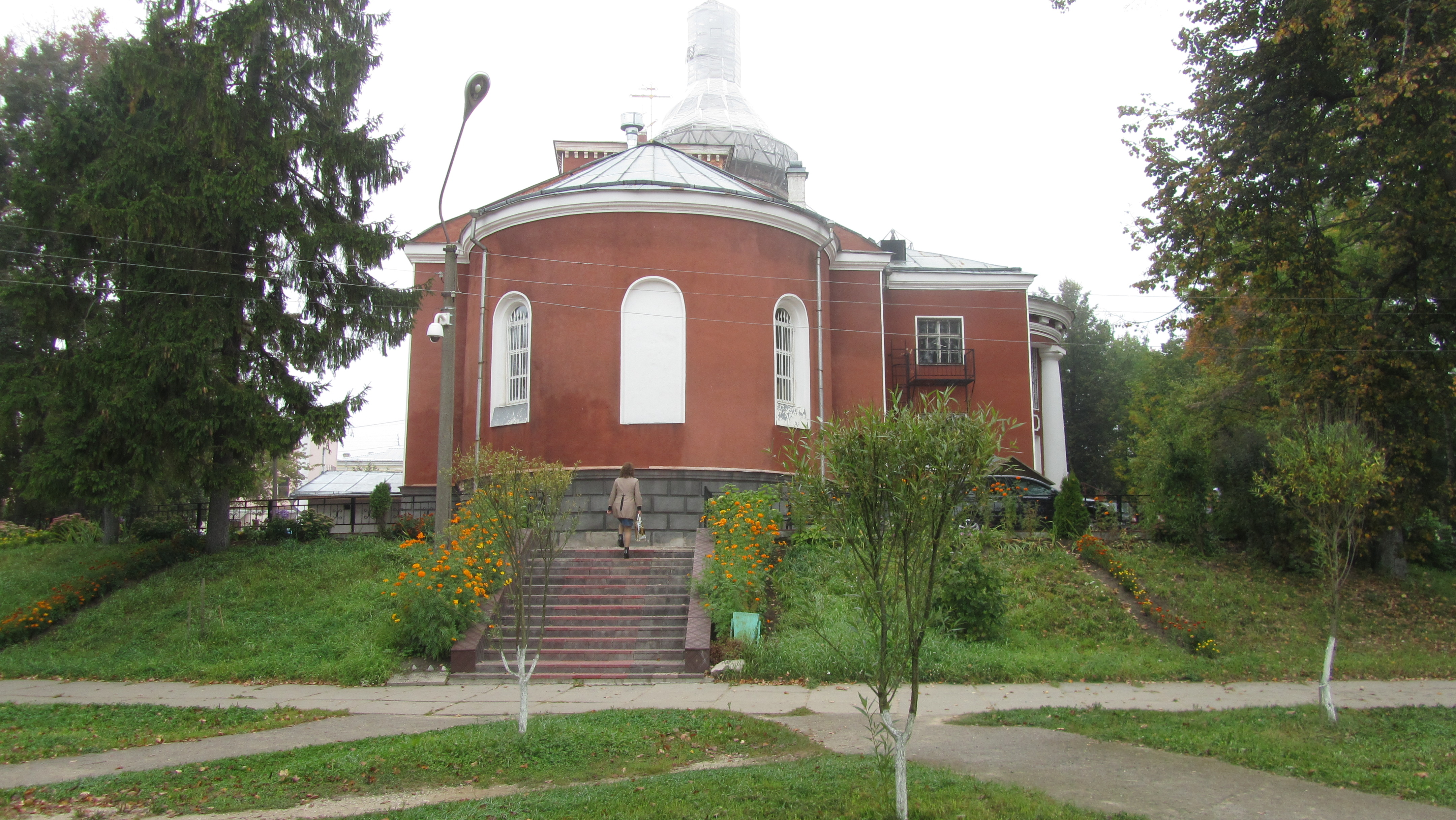
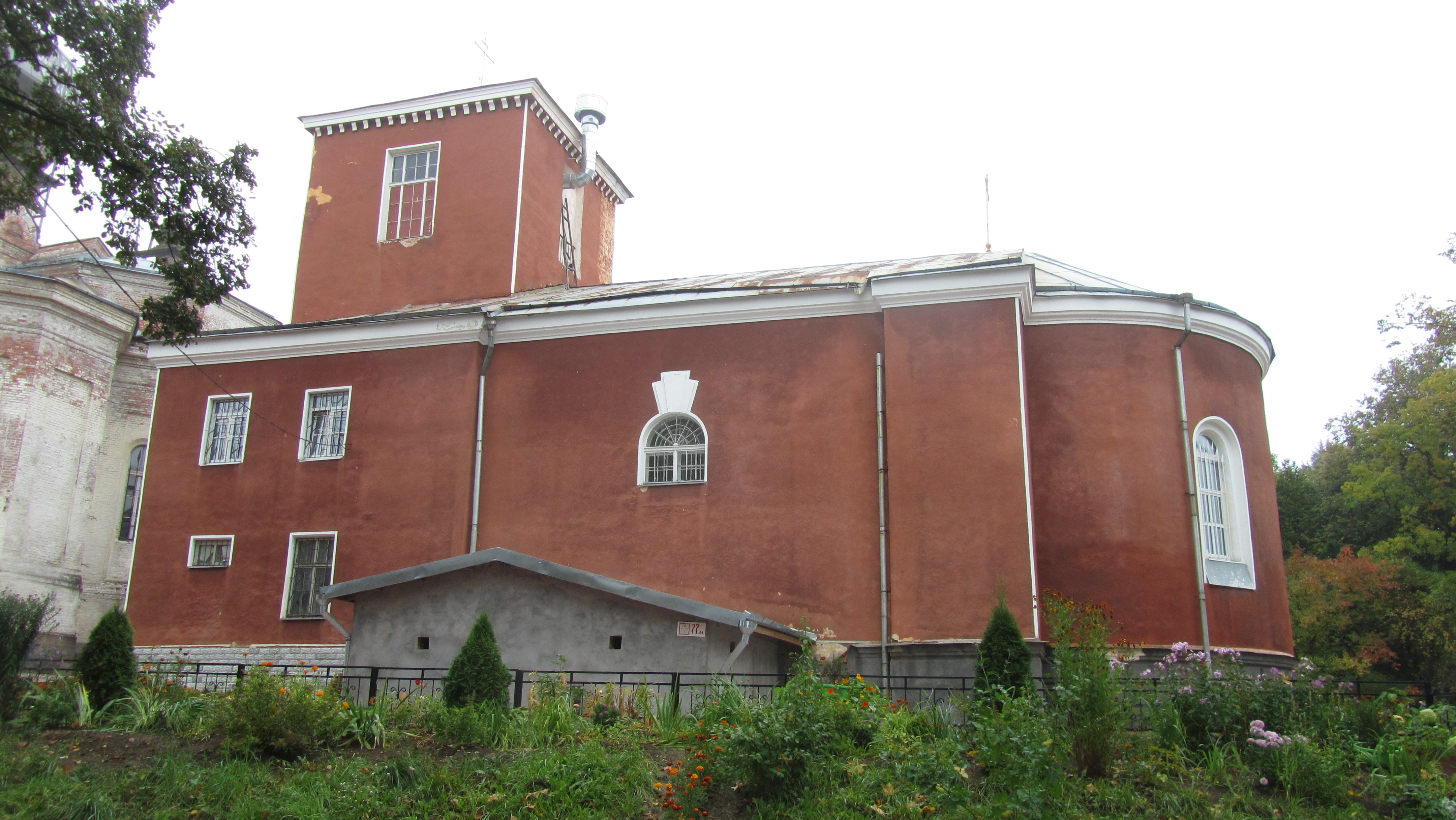

### Римско-католический костёл Святого Николая
Построен по проекту Иосифа Ивановича Дитриха (1858—1907 гг.). Разрешение на строительство было получено 22 июня 1898 года. Строительство завершилось в апреле 1902 года. Торжественное освящение произошло 20 июня 1904 года. В 1909 году на колокольне был установлен колокол, освящённый «во имя Св. Гавриила». Костёл построен в характерных для католических храмов готических формах.
Закрыт в 1937 году. После 1945 года в костёле в разное время были дом культуры, танцплощадка, спортивный зал. Вновь приход костёла Св. Николая в Луге был зарегистрирован в 1992 году. 9 ноября 1996 г. совершилась реконсекрация (вторичное освящение) храма архиепископом Тадеушом Кондрусевичем.

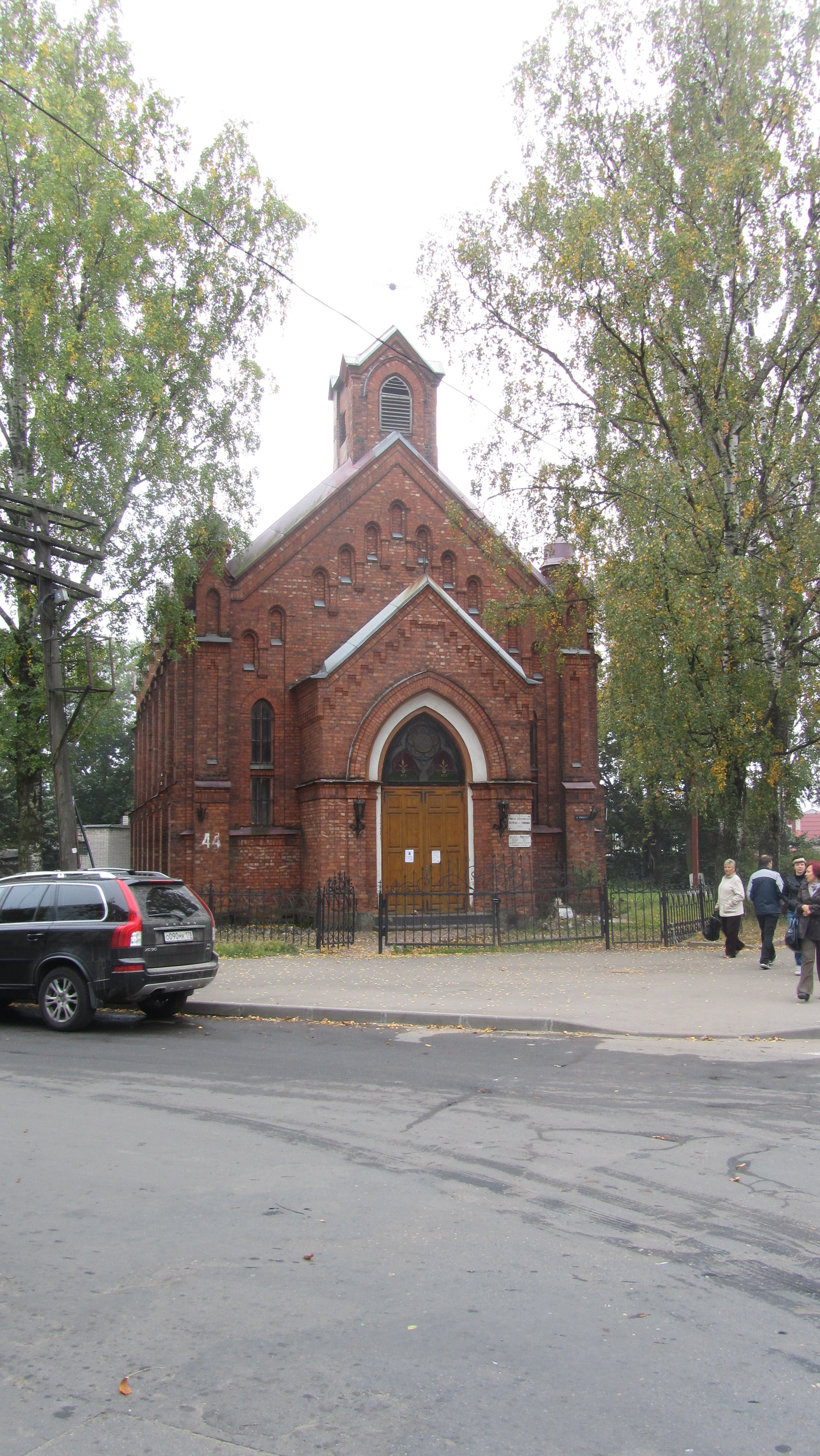
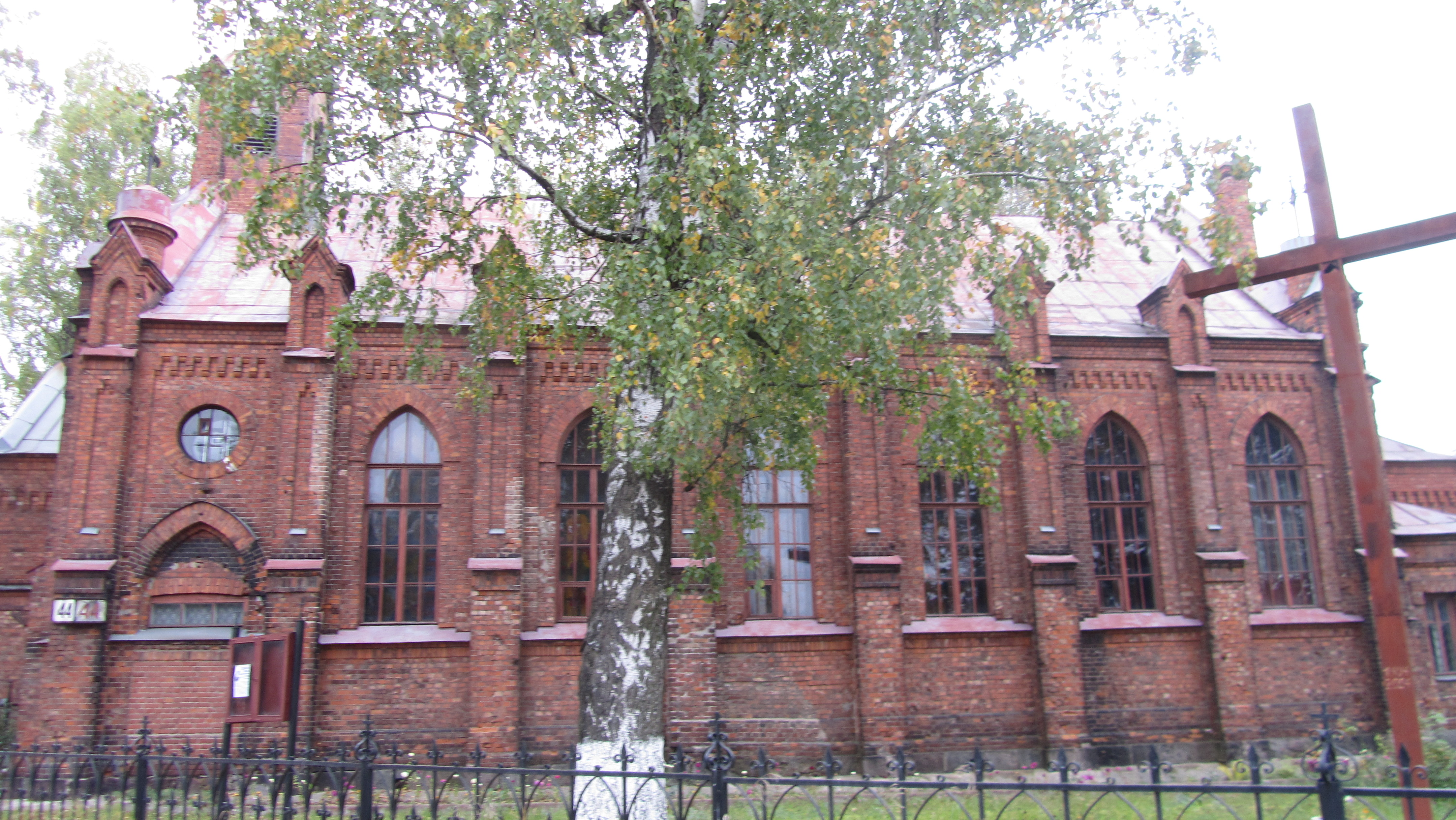

### Воскресенский собор
Сооружён в 1873—1887 годах по инициативе горожан на частные пожертвования по проекту архитекторов Г. И. Карпова и В. В. Виндельбандта в русском стиле.
В 1917 году стал кафедральным. Закрыт в 1938 году, возвращён церкви в 1991 году.

### Казанский собор
Сооружён в 1901—1904 годах по проекту Н. Г. Кудравцева.
В 1920-х — 1930-х годах храм принадлежал обновленцам и получил статус собора.
Закрыт в 1938 году.
Во время обороны Лужского рубежа (август1941) в здании располагался штаб 41-го стрелкового корпуса.
В 1942 году во время оккупации церковь была вновь открыта.
В 1946—1963 годах храм являлся кафедральным собором епископов Лужских
В настоящее время (2021) это второй кафедральный собор Гатчинской епархии Русской православной церкви.

### Мемориальный комплекс «Партизанская Слава»
(135 км, Киевское шоссе), посвящённый боевому братству партизан трёх областей — Ленинградской, Новгородской и Псковской, был сооружён в 1973—1975 годах и открыт к 30-летию Победы 10 мая 1975 года. Мемориал «Партизанская слава» разработан архитектором В. Б. Бухаевым, над ним работали скульпторы В. Э. Горевой, В. И. Бажинов, В. И. Неймарк, С. А. Кубасов.

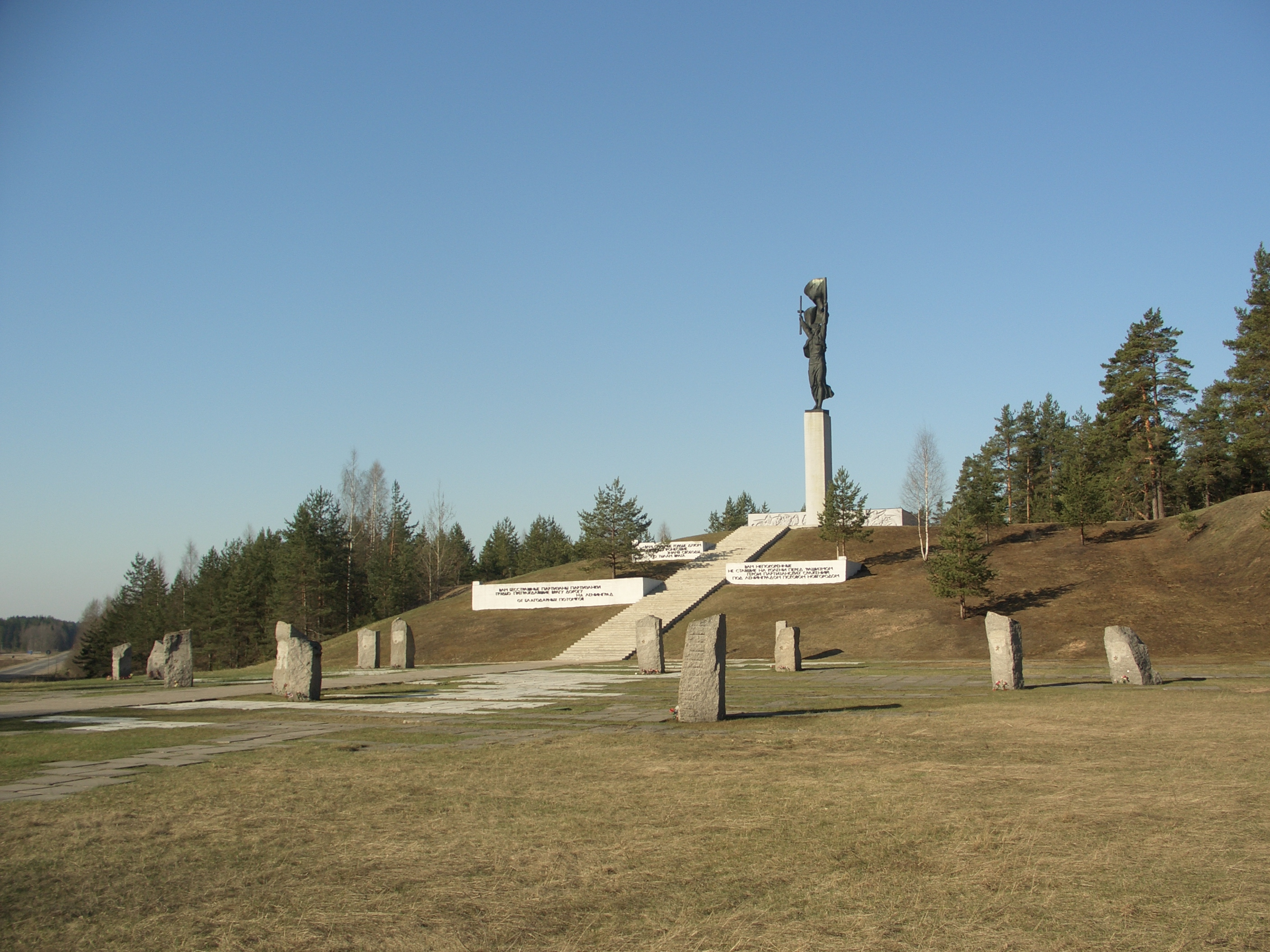
Панорама мемориала
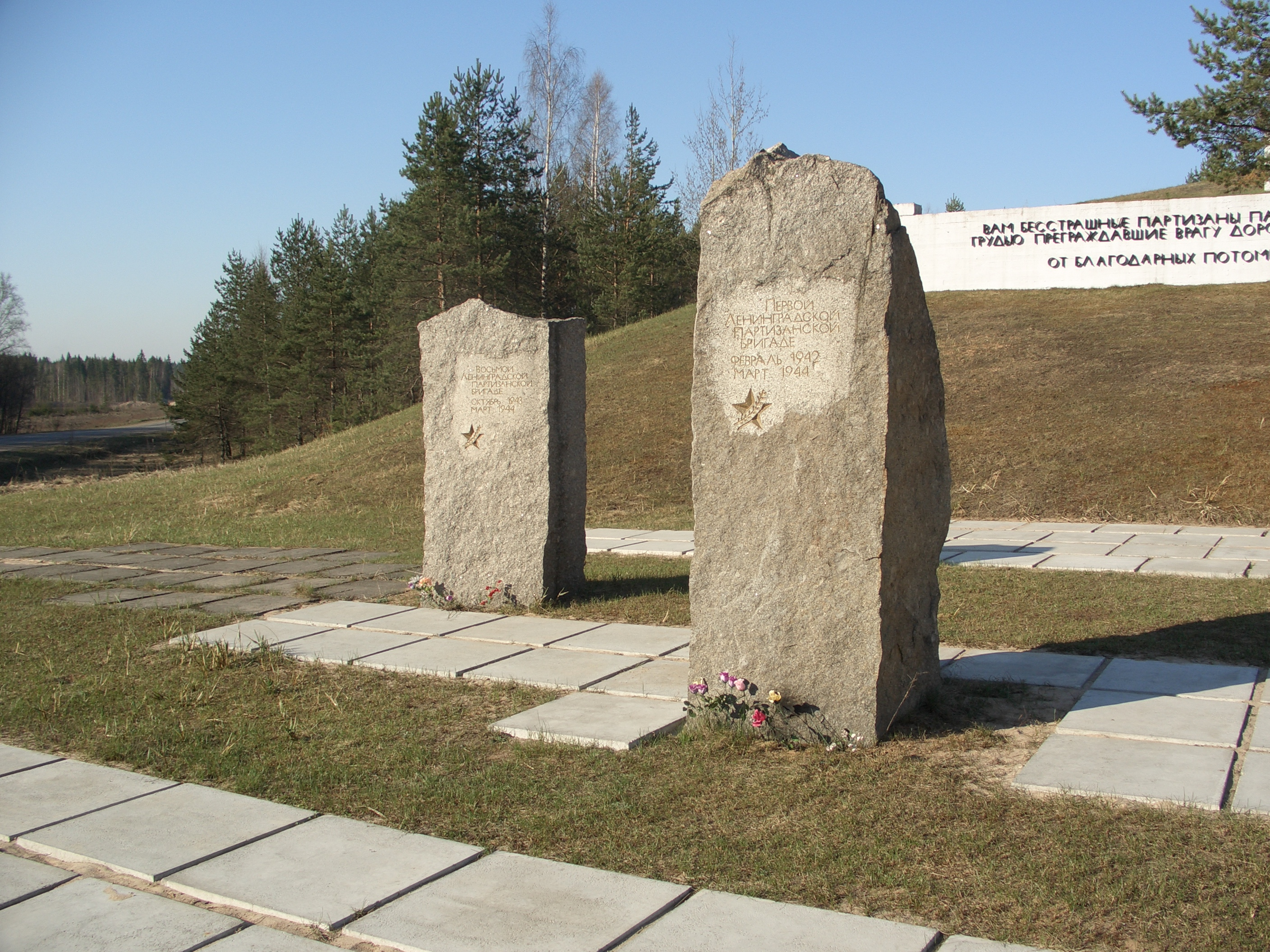
Стелы-валуны
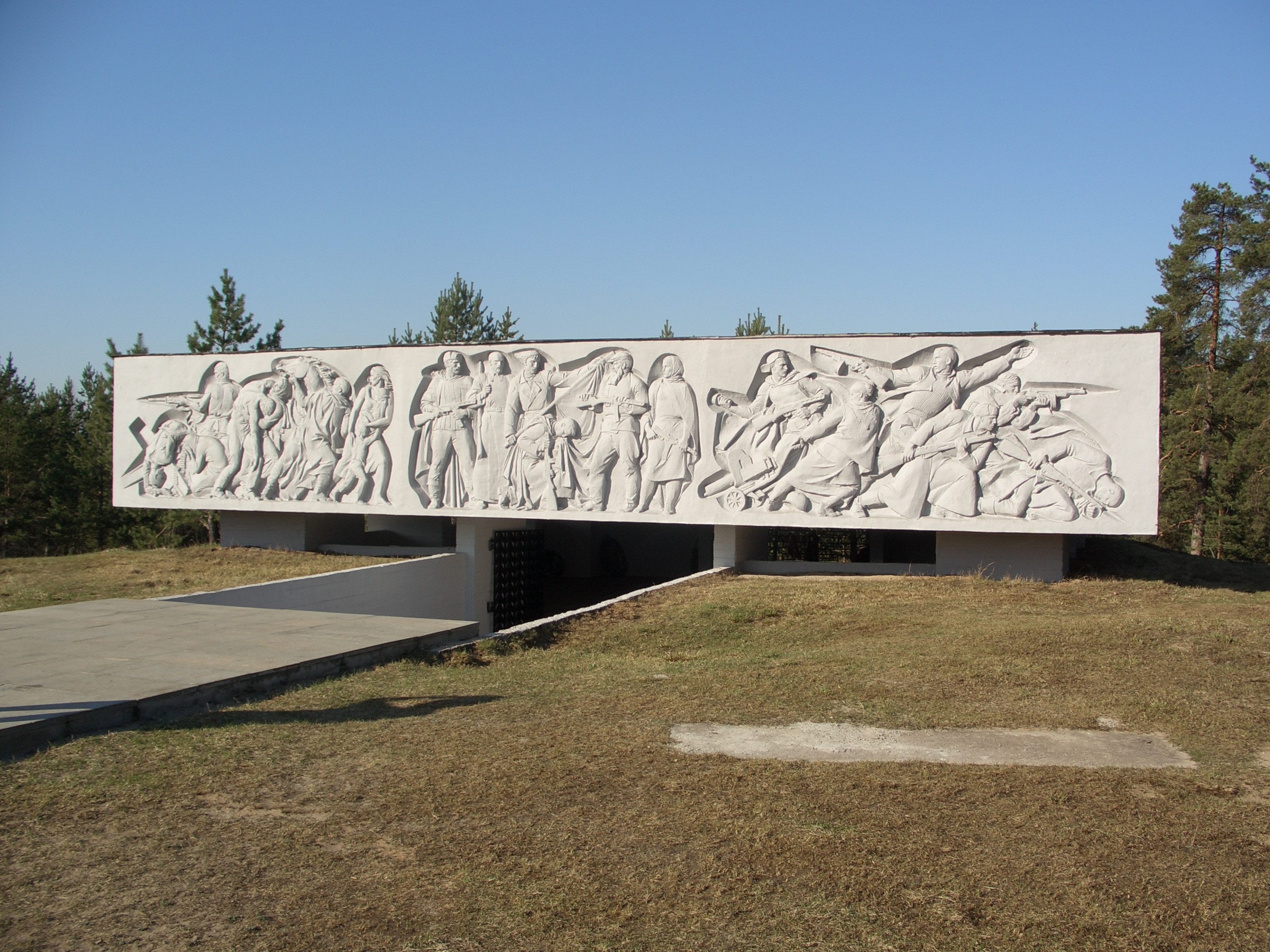
Фасад мемориального зала

### Парк военной техники «Патриот»
был торжественно открыт 5 августа 2018 года в центре Луги близ железнодорожного вокзала по случаю 241-го дня рождения города. Парк представляет собой интерактивное пространство с образцами военной техники: «Ураган», «Точка У», «Шилка» и другие.

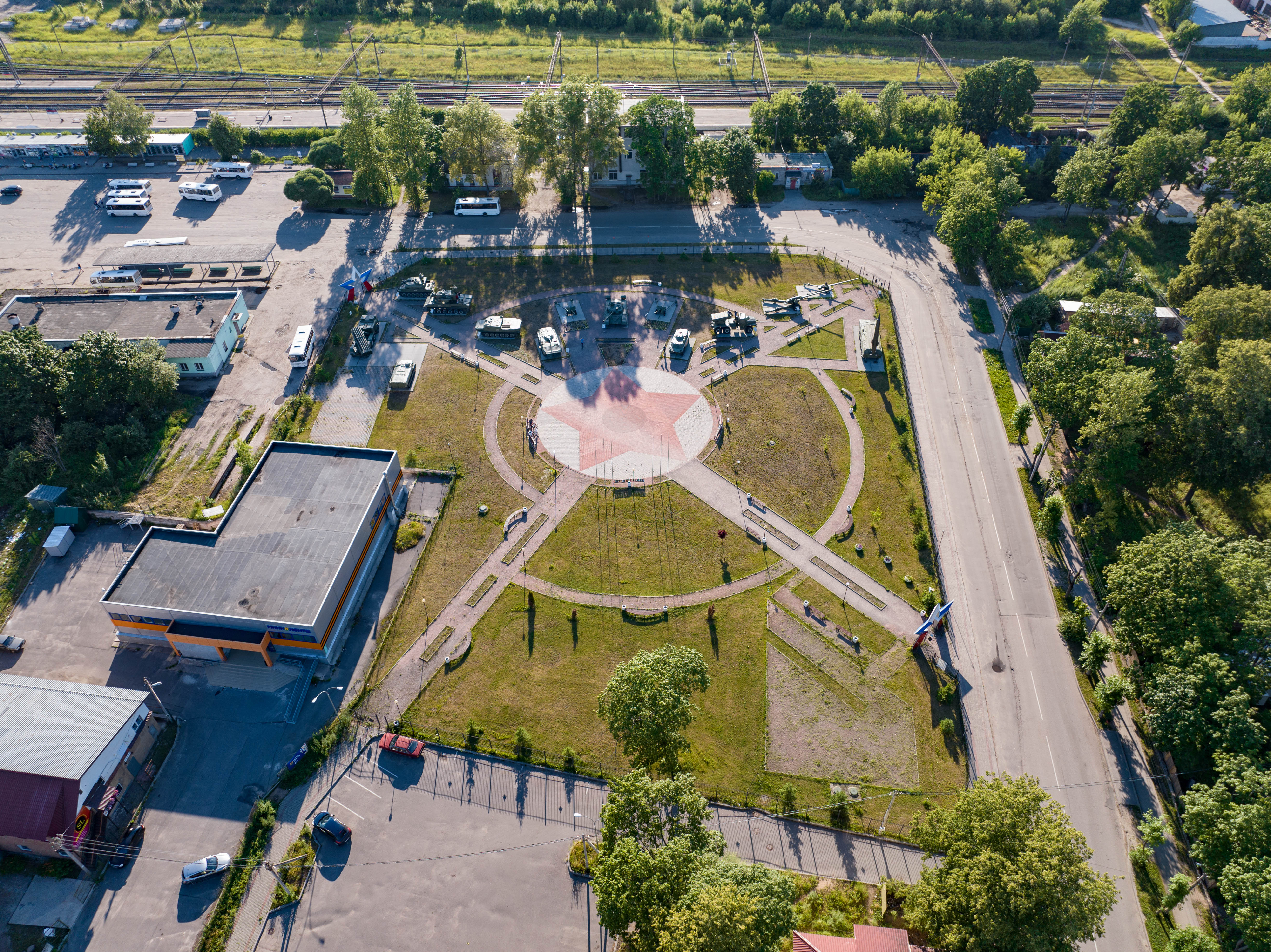
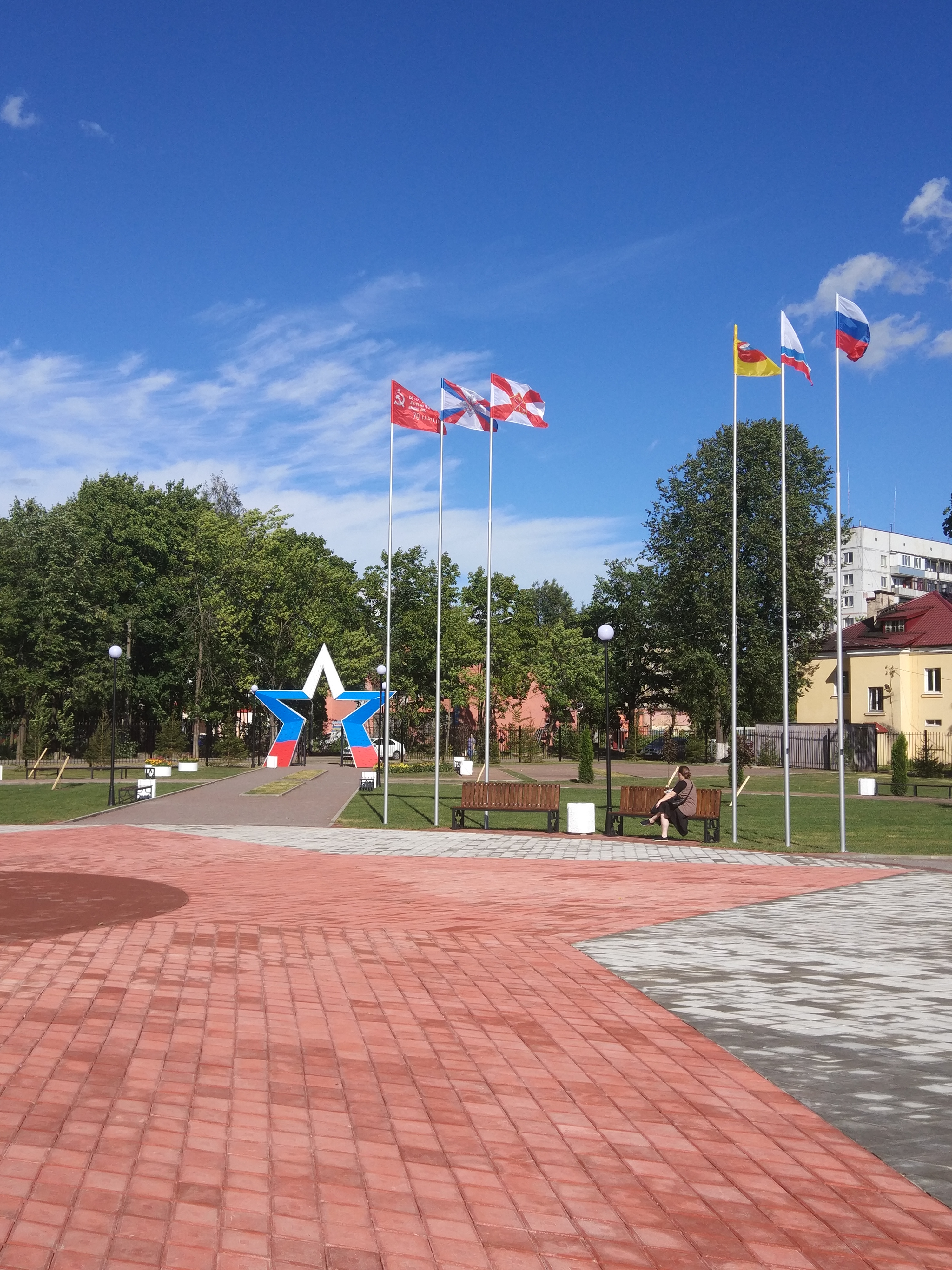
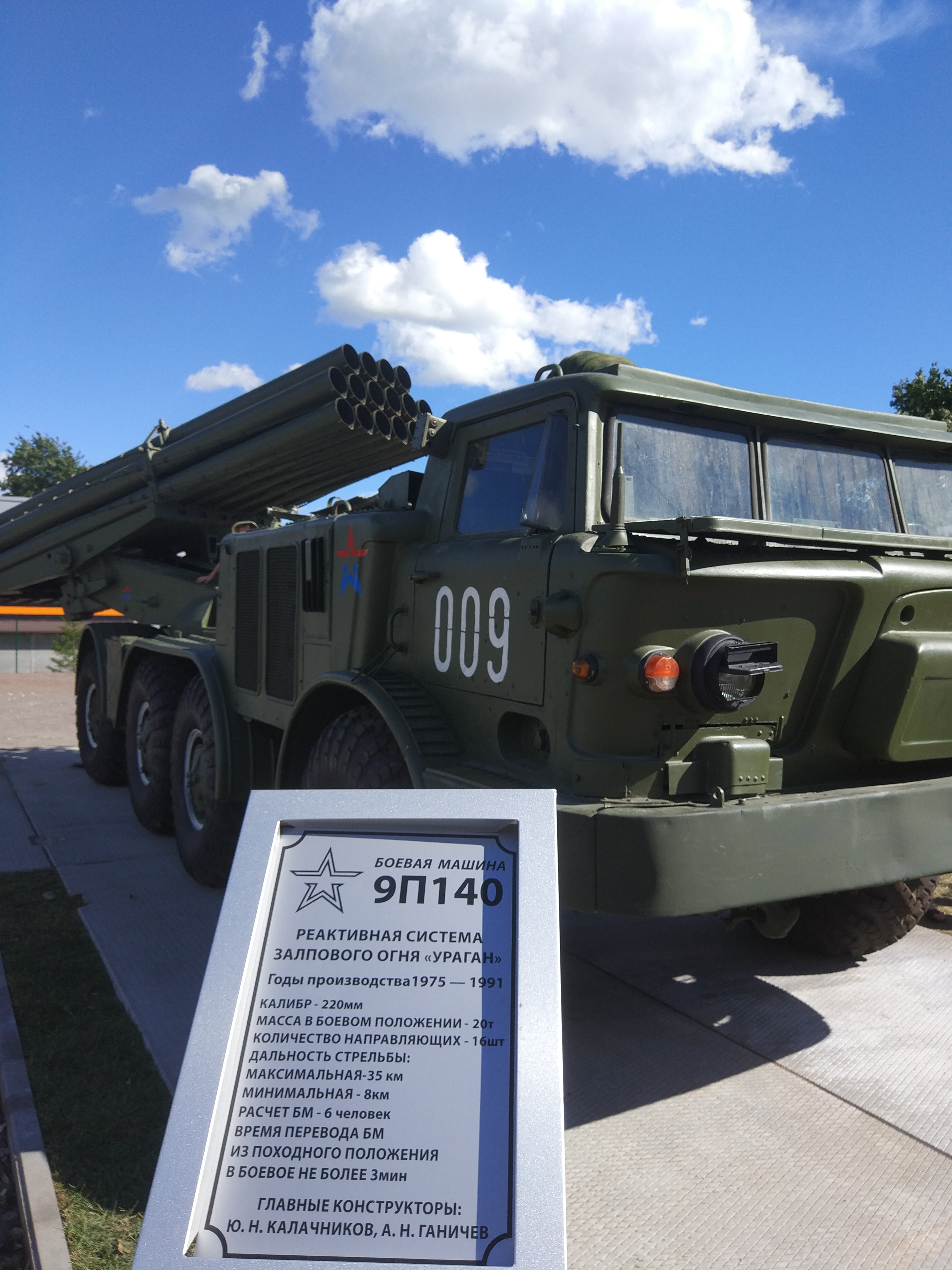
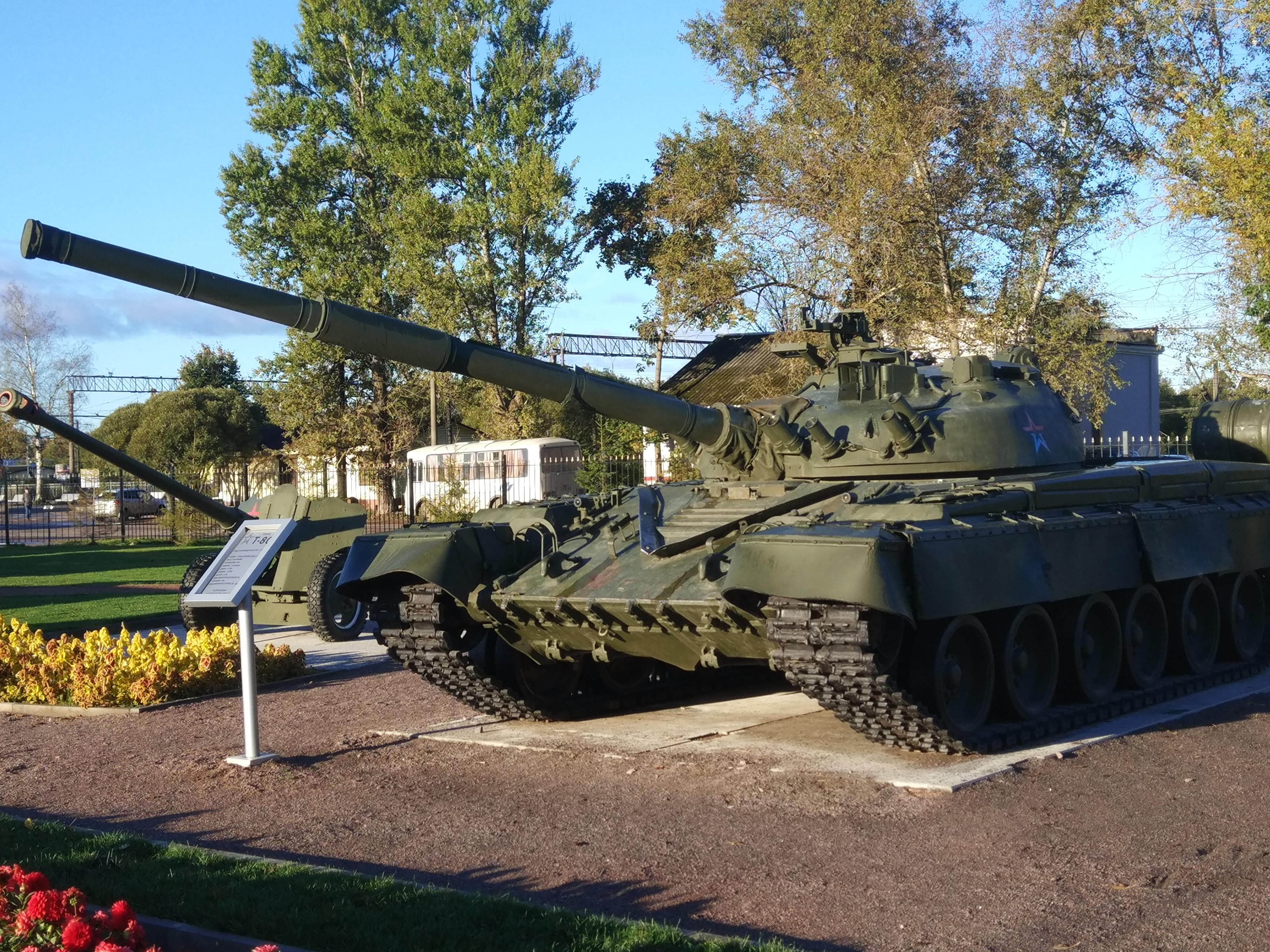

### Дом купца Андреева
Построен в конце XIX века и считается одним из самых примечательных в Луге.

### Особняк Ильиных
Построен в конце XIX века и по внешнему облику имеет сходство со швейцарским шале.

### Лужское старое еврейское кладбище
Одно из старейших еврейских кладбищ в городе Луга Ленинградской области. Основано в 1860 году. К настоящему времени было заброшено и вновь обнаружено в 2023 году супругами Софией и Менахем Йеошуа Паперно. Они провели первичное исследование в архивах, фотографирование захоронений и передали материалы проекту по оцифровке еврейских кладбищ.

## Средства массовой информации

### Радио
- 70.88 — (Молчит) Радио России / ГТРК Санкт-Петербург
- 72.44 — (Молчит) Радио Маяк
- 96.6 — Радио Родных Дорог
- 97.8 — Авторадио
- 98.5 — Европа Плюс
- 102.9 — Радио Ваня
- 103.5 — Радио России / ГТРК Санкт-Петербург
- 104.7 — Питер FM
- 106.0 — Радио Микс
- 106.5 — Дорожное радио
- 107.3 — Радио Рекорд

### Телевидение
- 7 Первый канал
- 10 Россия 1 / ГТРК Санкт-Петербург
- 12 НТВ
- 28 Пятый канал
- 39 цифра DVB-T2 (1-й мультиплекс цифрового ТВ)
- Луга ТВ[65]

### Газеты
- Лужские ведомости
- Лужская правда
- Лужские события и комментарии
- Провинциальные новости

### Связь
Коммуникационные услуги предоставляют операторы фиксированной (МегаФон, Ростелеком, Инфоком) и мобильной связи (МегаФон, Yota, Билайн, МТС, Tele 2, Скай Линк).

## Транспорт
Непосредственно через город или рядом проходят федеральная трасса Р23 «Псков» (E 95, Санкт-Петербург — граница с Беларусью) и несколько региональных дорог:
- 41К-141 (Новгород — Луга)
- 41К-142 (Луга — Медведь)
- 41К-675 (Луга — Санаторий «Жемчужина»)[66]

Для уменьшения транзитного транспорта через город, следующего по трассе Р23 «Псков», 21 ноября 2009 года была открыта объездная дорога.

### Городской транспорт
В городе действуют 9 маршрутов (по состоянию на 2019 год), самый протяжённый — № 11 «Автовокзал — Нагорное» (8,9 км).
| № Маршрута | Начальный — конечный пункт                              |
| ---------- | ------------------------------------------------------- |
| 1          | ЛМУПАП — Колледж                                        |
| 2          | Автовокзал — Луга — 3(ЦАОК)                             |
| 3          | ТЭМП — ЦРБ                                              |
| 3а         | Рынок Шапито — ЦРБ                                      |
| 7          | Автовокзал — Дом офицеров                               |
| 8          | Автовокзал — КЭЧ                                        |
| 11         | Автовокзал — Нагорное (проезд по улице генерала Мухина) |
| 125        | Автовокзал — Санаторий «Жемчужина»                      |
| 131        | Луга – посёлок Дзержинского                             |
| 139        | Автовокзал — Шалово                                     |

Обслуживанием внутригородских, пригородных и междугородных автобусных маршрутов занимаются 5 организаций: ООО «ИМИДЖ», ООО «Сланцы-ПАП», ООО «Гранит-Авто», ИП Голуб А. В. и ИП Алексеев С.В. Стоимость проезда в транспорте (внутригородские маршруты) составляет 37 рублей (2024 год). Оплата производится непосредственно водителю. Подвижной состав, в основном, представляет собой автобусы ПАЗ малого и среднего класса различных модификаций (ПАЗ-4234-05, ПАЗ-320435-04, ПАЗ-320405-04 «Vector Next»).

### Автозаправочные станции
- Киришиавтосервис ул. Свободы, 44АЗС № 223
- Роснефть просп. Урицкого, 77А
- Татнефть Комсомольский проспект, 56

### Железнодорожный транспорт
В городе имеется железнодорожная станция Луга I Октябрьской железной дороги через которую проходят линии:
- Санкт-Петербург — Гатчина-Варшавская — Луга I — Плюсса — Струги Красные — Псков. От Санкт-Петербурга до Луги сообщение представлено электропоездами. В день курсирует 12 пар электропоездов (по данным на январь 2021 год), среди которых 3 пары повышенной комфортности типа «Ласточка». До Пскова курсирует 3 пары в день поездов дальнего следования типа «Ласточка». К югу от станции Луга I железная дорога не электрифицирована, к «Ласточке» прицепляется тепловоз ТЭП70БС.

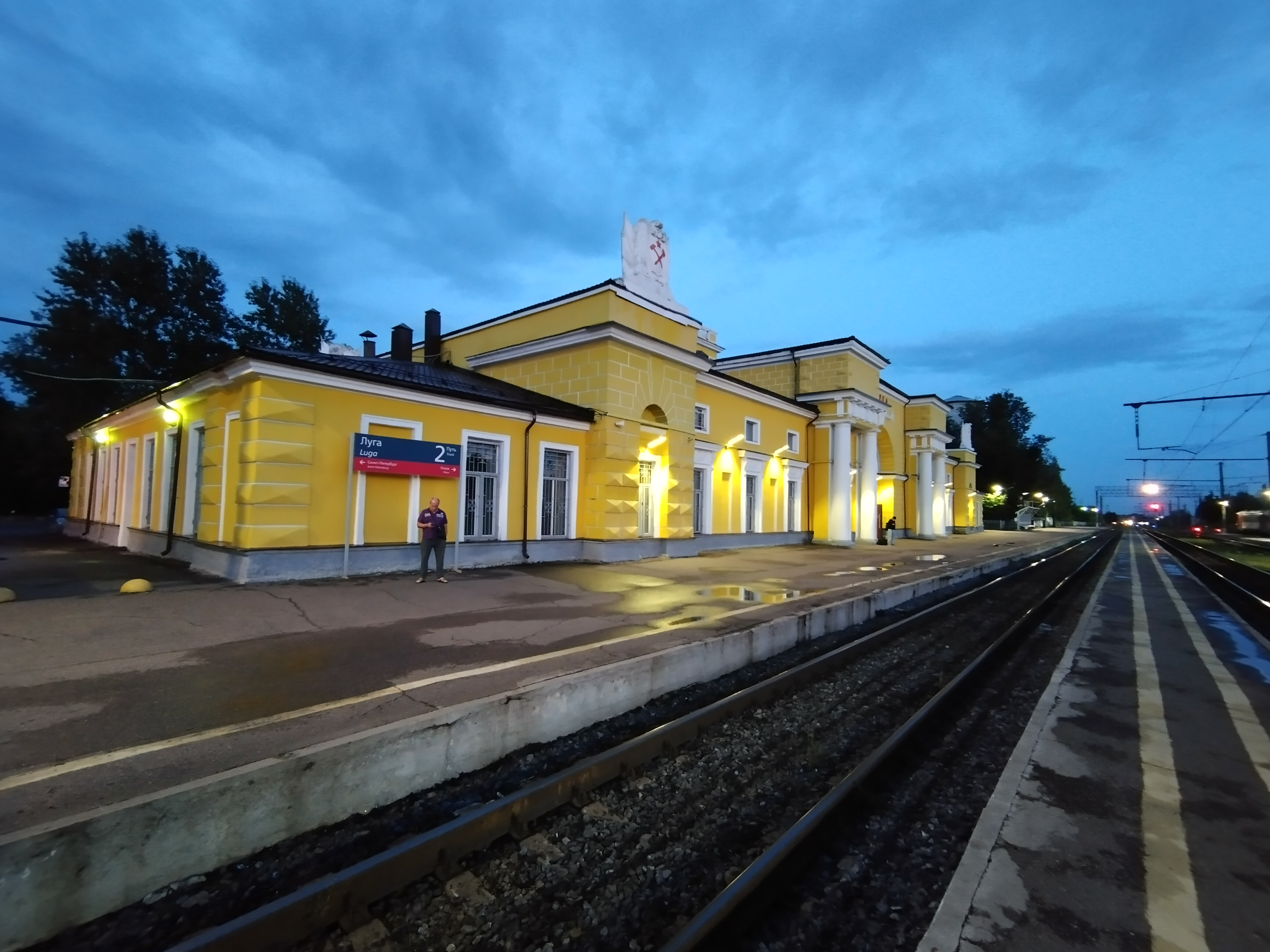
Вокзал железнодорожной станции Луга I, лето 2024 года
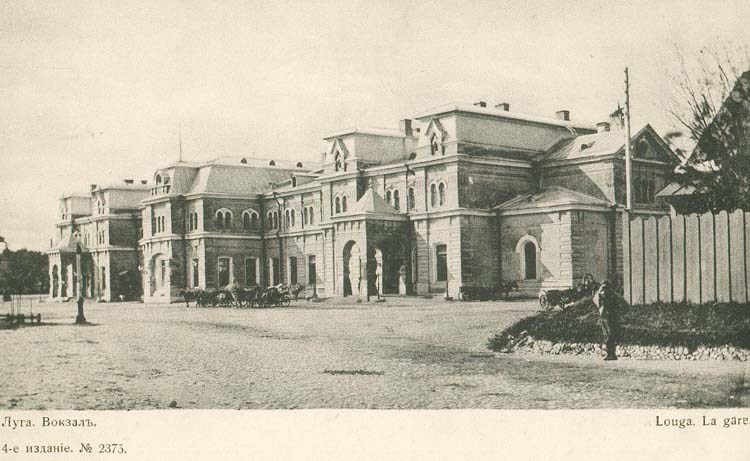
Луга. Здание вокзала, существовавшее до Великой Отечественной войны

## Культура
Центром развития культуры является «Лужский городской Дом культуры», на базе которого действуют 25 любительских объединений,15 коллективов, которые имеют звания «образцовый» и «народный», 13 коллективов художественной самодеятельности.
Дом культуры организовывает и проводит Межрегиональный фестиваль фольклора и ремёсел «Лужские зори» и Межрегиональный фестиваль фольклорной рекрутской песни «Наша Слава Русская держава», народное гуляние «Широкая Масленица», праздничные мероприятия, посвящённые Дню города.
В городе действует единственный кинотеатр «Смена», имеющий два кинозала. Здание кинотеатра является памятником архитектуры XX века. В ноябре 2013 года отметил свой 100-летний юбилей. В кинотеатре действуют различные клубы.
В городе действует МКУ «Лужская централизованная библиотечная система», в состав которой входят:
1. Детская городская библиотека № 1 (ул. Набережная, д.1)
2. Детская городская библиотека № 2 (библиотека семейного чтения)
3. Центральная городская библиотека № 1 (пр. Кирова, д. 75)
4. Городская библиотека (пр. Володарского, д. 13 а)

Лужский историко-краеведческий музей начал своё существование в 1976 году с выставки, оформленной к 200-летию города. Музей расположен в небольшом здании бывшего купеческого дома постройки конца XIX века, которое является выявленным объектом культурного наследия.

## Образование
В Луге имеется 6 муниципальных школ:
- «Средняя общеобразовательная школа № 2 им. Героя Советского Союза А. П. Иванова»
- «Средняя общеобразовательная школа № 3»
- «Средняя общеобразовательная школа № 4»
- «Средняя общеобразовательная школа № 5»
- «Средняя общеобразовательная школа № 6 им. Героя Советского Союза В. П. Грицкова»
- «Вечерняя (сменная) общеобразовательная школа»

Также общеобразовательные услуги оказывают Государственное бюджетное общеобразовательное учреждение Ленинградской области «Лужская санаторная школа-интернат» и Государственное казённое общеобразовательное учреждение Ленинградской области «Лужская школа — интернат, реализующая адаптированные образовательные программы»
Учреждения дополнительного образования представлены следующими организациями:
- «Лужская детско-юношеская спортивная школа»
- «Центр детского и юношеского творчества»
- «Компьютерный центр»
- «Лужская детская музыкальная школа им. Н. А. Римского-Корсакова»
- «Лужская школа искусств»
- «Лужская детская художественная школа»

Высшее образование
- Ленинградский государственный университет имени А. С. Пушкина, Лужский институт (филиал).

Средне-профессиональное образование
- Лужский агропромышленный техникум
- Филиал в г. Луге Медицинского училища в г. Выборге
- Филиал Ленинградского областного медицинского училища г. Луга

## Спорт
МОУ ДО «Лужская детско-юношеская спортивная школа» предоставляет восемь отделений по видам спорта: баскетбол, лыжные гонки, футбол, шахматы, лёгкая атлетика, дзюдо, самбо, пауэрлифтинг, художественная гимнастика, эстетическая гимнастика.
Главным стадионом города является стадион «Спартак», расположенный по адресу Комсомольский пр., д. 2-а. Имеется футбольное поле с искусственным покрытием (пр. Комсомола д. 21/74). С декабря 2017 функционирует физкультурно-оздоровительный комплекс «Луга».

## Здравоохранение
Медицинские услуги населению предоставляет «Лужская межрайонная больница».
Сеть учреждений здравоохранения Лужского муниципального района состоит из межрайонной больницы со стационаром, взрослой, детской и стоматологической поликлиник, женской консультации, отделения врачей общей практики (ВОП), Оредежской и Толмачёвской участковых больниц, 2-х домов сестринского ухода, 8 амбулаторий и 14 фельдшерско-акушерских пункта.

## Социальная защита
Социальное обслуживание населения с 01 июля 2018 года осуществляют: Ленинградское областное казённое учреждение «Центр социальной защиты населения» филиал в Лужском районе и Ленинградское областное государственное автономное учреждение «Лужский комплексный центр социального обслуживания населения».

## Города-побратимы
- Миккели (Финляндия)[67]. В Луге есть улица, названная в честь города-побратима.

## Известные жители
- Н. Ф. Фёдоров — Герой Социалистического Труда, с 1965 по 1970 первый секретарь Лужского Горкома КПСС.
- В. М. Гребнев — Герой Социалистического Труда, с 1970 по 1988 год первый секретарь Лужского горкома компартии, с 2003 года — почётный гражданин Ленинградской области
- А. И. Семёнов и В. П. Грицков — Герои Советского Союза, проживали в Луге[68].
- А. Д. Шарин — лауреат Государственной премии СССР за выдающиеся достижения в труде 1990 года
- И. Л. Подносова — судья Лужского городского суда (1990—2003), председатель Лужского городского суда (2003—2013), председатель Верховного Суда Российской Федерации (2024—2025), похоронена на местном кладбище.

### Уроженцы Луги
- Алексеев, Леонид Николаевич (1902—1988) — советский военный деятель, генерал-лейтенант артиллерии (1945 год), генерал-лейтенант (1984 год).
- Быстров, Владимир Сергеевич (1984) — российский футболист, полузащитник футбольного клуба «Зенит» и сборной России.
- Ургант, Нина Николаевна (1929—2021) — советская и российская актриса театра и кино, народная артистка РСФСР, лауреат Государственной премии СССР.
- Ягдфельд, Григорий Борисович (1908—1992) — советский и российский драматург, сценарист и детский писатель.
- Зажицкий, Георгий Семёнович (1946) — советский спортсмен, бронзовый призёр Олимпийских игр (1972), чемпион мира (1969).

## Герб города
В советские годы использовался герб, разработанный директором Лужской художественной школы Т. В. Файрушиной: «на синем поле щита изображены шестерня, колос и зеленая сосна; в верхней части щита написано название города». Герб был утверждён решением исполнительного комитета городского Совета депутатов трудящихся от 10 ноября 1972 года.
27 ноября 2002 года был утверждён новый герб города, основанный на историческом гербе города Луги, принятом 28 мая 1781 года. Описание: «В золотом поле червлёная кадь с серебряной водой, в воде лазоревая с червлёным глазом рыба лосось влево». Герб был внесён в Государственный геральдический реестр Российской Федерации под номером 1159.
Данный герб был переутверждён решением Совета депутатов Лужского ГП от 18 апреля 2017 года № 159 «Об утверждении официальных символов муниципального образования Лужское городское поселение Лужского муниципального района Ленинградской области» как герб Лужского городского поселения.

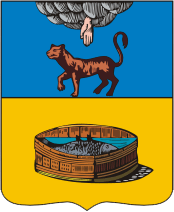
Герб 1781 г.
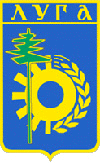
Герб 1972 г.
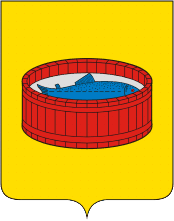
Герб 2002 г.
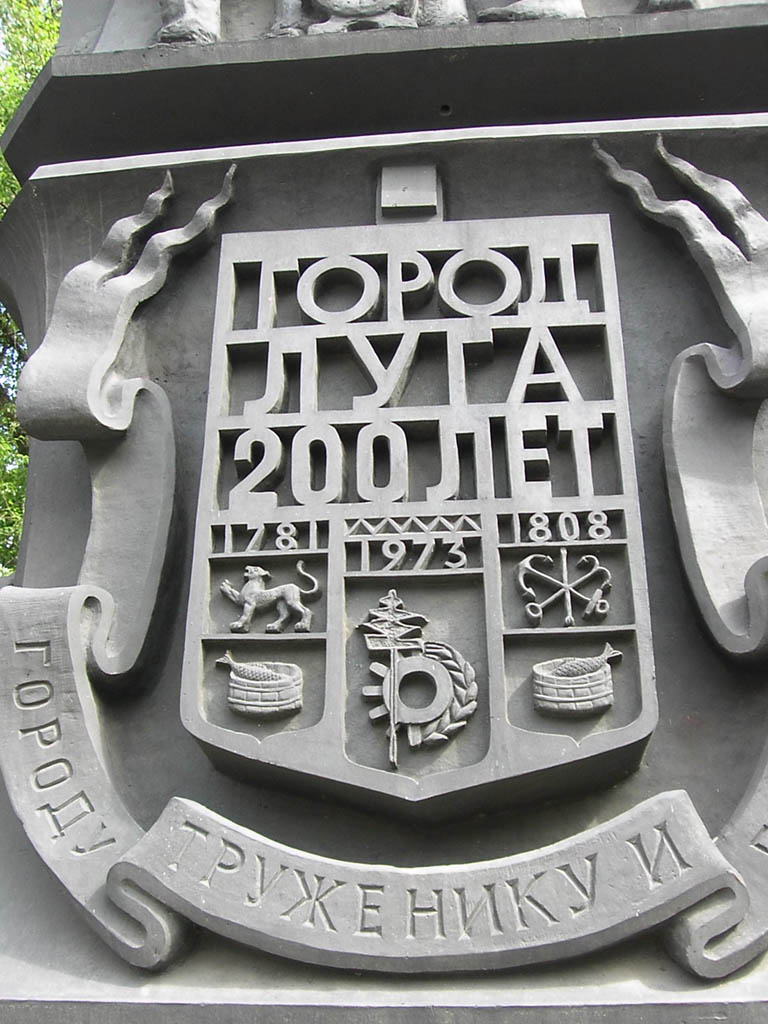
Фрагмент стелы в честь 200-летия основания города.

## Луга в филателии и нумизматике
Марки Лужского Совдепа — серия из шести фискальных марок, выпущенная Советом депутатов Луги Петроградской губернии в 1918 году для оплаты общегосударственных сборов, также они использовались в качестве почтовых. Эмиссии были осуществлены в 1918 году Лужским финансовым отделом для оплаты общегосударственных сборов (например, сбора с заявлений). Позднее, ввиду отсутствия почтовых марок, ими оплачивалась почтовая корреспонденция. Гасились они почтовыми штемпелями города Луги с различными календарными датами 1918 года. По оценкам на 2009 год, стоимость всего выпуска составляла от 3400 до 8000 рублей.

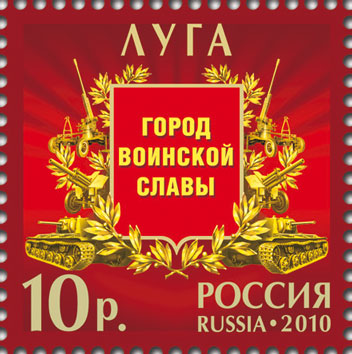
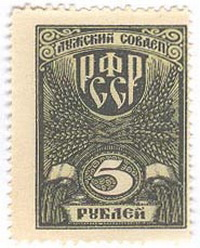
Одна из шести марок Лужского Совдепа
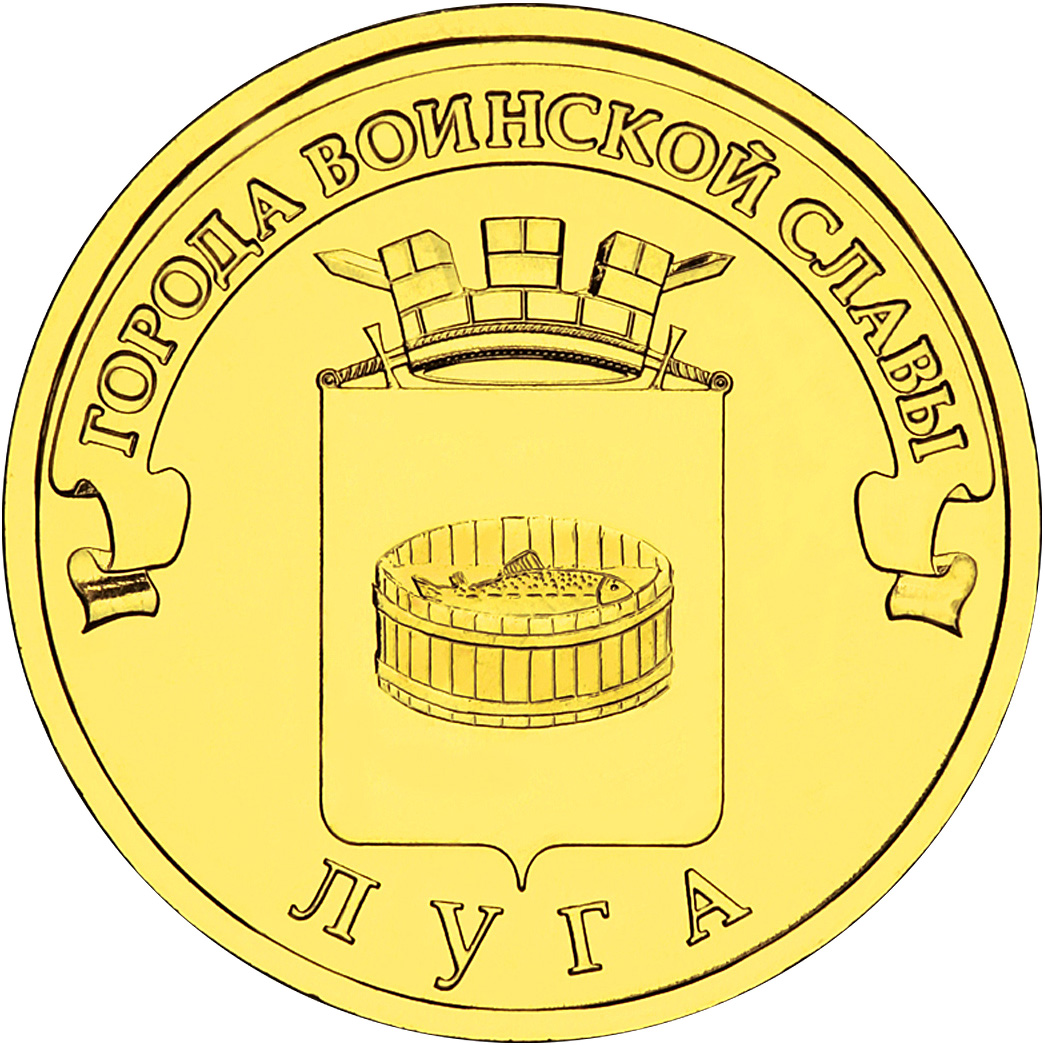
Памятная монета Банка России номиналом 10 рублей (2012)

15 апреля 2010 на Лужском почтамте прошла торжественная церемония спецгашения марок «Города Воинской Славы», выпущенной Почтой России к 65-летию Победы в Великой Отечественной войне Общий тираж составил 15 000 штук.
2 мая 2012 года в серии «Города воинской славы» выпущена памятная монета «Луга» тиражом 10 млн штук.